# Vrzino kolo
Vrzino kolo, pojam iz pučkog vjerovanja. Prema njemu to je kolo koje plešu vile, odnosno mjesto na kojem se pleše to kolo i u njemu se stječu magična znanja. Preneseno značenje je "zbrka, metež, nešto što je teško razriješiti". U staroslavenskim tekstovima iz 14. stoljeća izraz je zapisan kao verzino kolo a u jednom tekstu kao vergiliisko, što se odnosi na starorimskog pjesnika Vergilija, kojeg se u onim vremenima smatralo velikim "magjionikom".